# بنی عرین (روستا)
 بنی عرین عربی:  بَنی عَرین )
نام روستایی است در دهستان بَنُو قیَس از توابع استان حَجّه در کشور یمن در شبه جزیره عربستان.

## جمعیت
جمعیت آن (۲۰۱ نفر (۱۳ خانوار) می‌باشد.